# At Last The 1948 Show
At Last The 1948 Show («Наконец, шоу 1948 года») — британская юмористическая телепередача. Снята студией Paradine Productions совместно с лондонской студией Rediffusion для британского коммерческого телеканала ITV. Выходила с 15 февраля 1967 по 7 ноября 1968 года.

## История
Дэвид Фрост, чья компания Paradine Productions снимала это шоу (хотя в титрах она не указывалась) привлек к участию в этом скетч-шоу нескольких актёров, в том числе будущих участников труппы «Монти Пайтон» — Грэхема Чепмена и Джона Клиза (ставшего также одним из редакторов этой передачи). Они предложили для шоу актёра Марти Фельдмана, на тот момент являвшегося писателем-юмористом. Одной из приглашенных звезд стал ещё один будущий участник труппы «Монти Пайтон» — Эрик Айдл.
Шоу было снято незадолго до появления цветного телевидения. Снято было два сезона из 13 25-минутных выпусков (шесть в первом сезоне, семь во втором). Представители Thames Television, заполучив архив студии Rediffusion, стерли все выпуски, и все они, кроме двух, были уничтожены. Когда Джон Клиз узнал, что произошло, он разыскал два этих выпуска; сохранилось также шесть выпусков-компиляций для шведского телевидения. Большинство потерянного видео- и аудиоматериала было восстановлено по записям, и сохранившееся видео было восстановлено в Британском институте кино.
Несколько скетчей было показано в спецвыпусках «Летающего цирка Монти Пайтона» для германского телевидения, а также в концертах — так, скетч «Четыре йоркширца» был показан на концерте участников труппы «Монти Пайтон» в Голливуде.

## Интересные факты
Фраза «And now for something completely different» («А теперь нечто совсем другое»), ставшая популярной благодаря телешоу «Летающий цирк Монти Пайтон», впервые прозвучала именно в этой передаче (произносила её одна из участниц, актриса и танцовщица Эйми Макдональд). Кстати, именно её фраза «I’m the lovely Aimi Macdonald» («Я — милашка Эйми Макдональд») стала единственной коронной фразой шоу (если не считать фразы из скетча «Четыре йоркширца»: «Try telling the young people of today that…» — «Попробуйте рассказать современной молодёжи, что…»).